# Pohledecká skála
Pohledecká skála je zeměpisné jméno skalnatého hřbetu s vrcholem 813 m n. m., významný bod a geologická lokalita v Pohledeckoskalské vrchovině. Leží na katastrálním území Pohledec, části Nového Města na Moravě, v okrese Žďár nad Sázavou náležejícím do Kraje Vysočina v České republice.
Geomorfologický útvar vytvořený mrazovým zvětráváním a typický pro krajinnou oblast dal název členité Pohledeckoskalské vrchovině. Skalní systém se nachází přibližně 2 km na severovýchod od kapličky v Pohledci a 10 km jihovýchodně od přírodní památky Devět skal. Na vrcholu oplocený vojenský objekt.
Zalesněný úzký skalnatý hřbet Žďárských vrchů situovaný SZ – JV tvoří dvojslídný migmatit až ortorula, vrcholová část se skalními útvary je zhruba 400 m dlouhá v rozsahu nadmořských výšek 790–812 m, nejvyšší skalisko je v oploceném a nepřístupném objektu. Menší izolované skály leží mimo objekt na hranici nepřístupného území I. zóny Chráněné krajinné oblasti Žďárské vrchy. Důvodem zákazu vstupu na vymezené území je nerušený průběh hnízdění chráněných ptáků a ochrana přírodního bohatství.
Skalní systém je částečně viditelný z lesní cesty na hranici nepřístupné zóny.